# Edward Laurell
Carl Edward Laurell (i riksdagen kallad Laurell i Lundsholm), född 28 mars 1842 i Ölme socken, Värmlands län, död 17 april 1926 i Sundsvall, var en svensk militär, godsägare och politiker. Han var bror till Axel Laurell och far till Anders Laurell. 
Laurell blev student vid Uppsala universitet 1861, underlöjtnant vid Nerikes regemente 1863, löjtnant 1868 och tog avsked 1874. Han var ägare av godset Lundsholm i Värmlands län, ledamot av Värmlands läns hushållningssällskaps förvaltningsutskott, fogde vid Uppsala universitets domäner 1883–92 och disponent vid Graningeverken i Västernorrlands län 1893–1900. Han var även verksam som kommunal- och landstingsman. Som riksdagsman var han ledamot av första kammaren 1880–1883, invald i Värmlands läns valkrets.